# Lukáš Tesák
Lukas Tesák (Žiar nad Hronom, 8 marzo 1985) è un calciatore slovacco, difensore del Sitno Banská Štiavnica.

## Caratteristiche tecniche
Terzino sinistro, può giocare anche come centrocampista esterno sulla medesima fascia.

## Carriera

### Club
Dopo diversi anni in patria, nel 2010 si trasferisce in Ucraina, prima di arrivare alla Torpedo Mosca, nella seconda divisione russa. Nel 2014 è acquistato dall'Arsenal Tula, arrivando a giocare nella Prem'er-Liga.

### Nazionale
Esordisce in nazionale il 5 settembre 2015 contro la Spagna, in una partita valida per le qualificazioni ad Euro 2016, persa 2-0.

## Palmarès

### Club

#### Competizioni nazionali
- Campionato slovacco: 1

Zilina: 2006-2007
- Supercoppa di Slovacchia: 1

Zilina: 2007